# Cyphon concinnus
Cyphon concinnus är en skalbaggsart som beskrevs av Leconte 1866. Cyphon concinnus ingår i släktet Cyphon och familjen mjukbaggar. Inga underarter finns listade i Catalogue of Life.